# Rhopocichla atriceps
El timalí frentinegro (Rhopocichla atriceps) es una especie de ave paseriforme de la familia Timaliidae propia de los Ghats occidentales de la India y los bosques de Sri Lanka. Son pájaros pequeños con las partes superiores de color castaño con un gorro de color negro, y las parte inferiores blanquecinas, además del iris de color amarillo claro. Se alimentan en bandadas en el sotobosque, emitiendo llamadas constantemente y profieren gritos de alarma cuando se les molesta.

## Descripción
Mide unos 13 cm de longitud incluyendo la cola. Es de color marrón en la parte superior y blanco por debajo. Las dos subespecies de los Ghats occidentales tienen la parte superior de la cabeza negra sobrepasando la altura de los ojos, pero las dos razas de Sri Lanka han reducido esta a una máscara oscura. En contraste el iris de sus ojos es color amarillo claro. La subespecie meridional de los Ghats occidentales bourdilloni tiene una capucha negruzca más apagada, las partes inferiores más parduzcas, y las partes superiores son de tono más oliva. La subespecie nominal se encuentra al norte de Palghat Gap y tiene la capucha negra oscura. En Sri Lanka, la subespecie siccata se halla en altitudes más bajas, mientras nigrifrons se encuentra en las zonas húmedas. La primera es de un tono más oliva en las partes superiores, mientras que la última es rojiza.